# 愛護香港力量

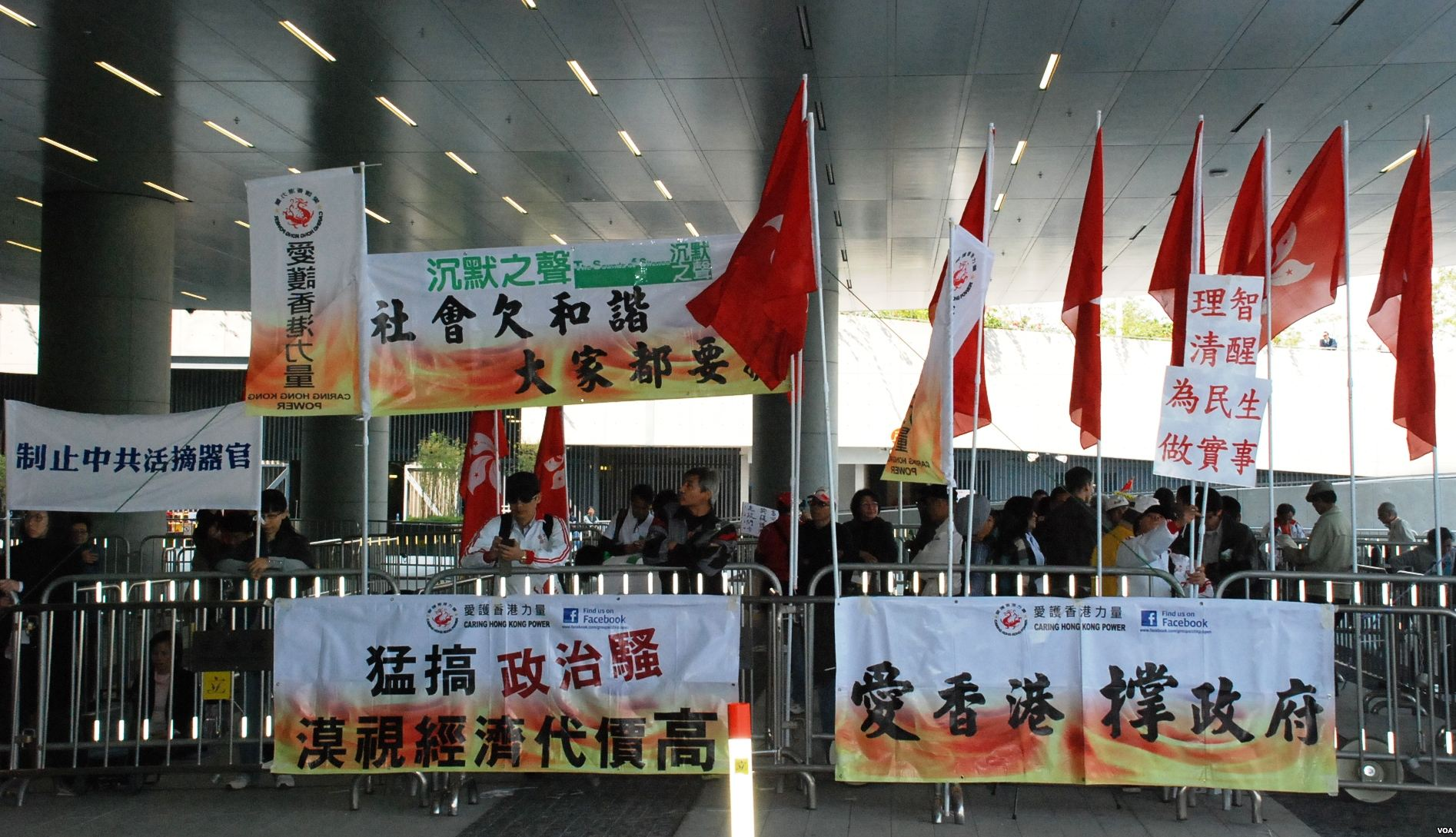
愛護香港力量於2013年1月進行的一次活動

愛護香港力量（英語：Caring Hong Kong Power），簡稱愛港力，於2011年6月成立的香港激進建制派政治組織。

## 重要爭議

### 跟公民黨的瓜葛
公民黨在2011年10月10日舉行記者會，表示有至少12個選區的區議會參選人受到狙擊。公民黨指出他們遭到愛護香港力量借外傭居港權案抹黑，並批評愛護香港力量在多個選區派發抹黑單張、收集簽名、叫口號，以及滋擾街站，以影響公民黨的選情。
公民黨時任黨魁梁家傑表示，公民黨在蒐集證據，擬向廉政公署和選舉管理委員會舉報。

### 被指抹黑學民思潮
2012年8月，學民思潮開設街站收集市民簽名，以反對德育及國民教育科，不少愛護香港力量的成員或支持者被指在facebook留言攻擊學民思潮的成員，而其中一名網民Joe Sin，被指在facebook留言呼籲警方高層和前線警員「做事」，結果被《蘋果日報》稱之為「害群之馬」。 

### 支持者及成員涉及暴力

#### 支持者拳打攝影記者
2012年12月，愛護香港力量舉辦了支持梁振英的遊行活動，在銅鑼灣維多利亞公園之中央草坪準備出發時，部分支持者被記者訪問時，以為對方來者不善，一度責罵一名Now電視記者用誤導式的作訪問， 並誤導与提供答案与彼訪問者皆有收取金錢報酬，此乃並非事實，該名記者乃畢業於嶺南大學，而這名攝影記者更是段章取義的拍，其中前成員襲擊該記者的後腦。及後，普通襲擊罪，當日活動群眾情緒高， 。

#### 成員打人群內封「英雄」
由前學民思潮成員，現為中國國民黨黨員范文浩短暫投共到愛港力，並「抹黑」學民思潮的事件開始，終於變成2013年8月4日聲援林朗彥集會。其後，愛港力官方群組有成員聲稱自己在集會時打人，而陳淨心以「英雄」二字作回應。

#### 到李卓人辦事處掟蛋
愛護香港力量多名成員到立法會議員李卓人的天水圍辦事處門外抗議。期間，示威者向李卓人的肖像掟鵪鶉蛋。

### 召集人說髒話
陳淨心出席城市論壇時曾大罵「又要威又要戴頭盔，我屌你老母臭閪。」。2013年2月14日，陳淨心出席香港電台電視節目議事論事期間，面對梁國雄「你是否建制派」的窮追猛打，她激動回應說：「我係咪建制派關你『閪』事」，此言論懷疑涉及不雅用詞，被香港電台消音處理。

### 2013年4月接受信報訪問和葉寶琳對談演變場面失控
2013年4月，當時的愛護香港力量召集人陳淨心接受信報訪問和民主派社運人士葉寶琳對談，但其後不歡而散，愛港力其後向信報發譴責」聲明，指信報記者針對愛港力量，記者態度欠佳，立場偏頗。其後信報作出回應，當中提及（一）事前不知陳淨心還帶來四名網民，起初陳聲稱他們只是提示自己論點或有遺漏，但其後卻多次插話打擾對談，（二）陳淨心如「菜園村村民抗議只為錢」等等與記者對事件理解存在落差的論點時，記者跟進反被指「無禮」和「公審」，陳更用上「仆街」來罵記者和另一受訪者，但回應中卻反過來形容記者無禮，（三）記者亦曾質問葉寶琳是否「想搞亂香港」、「是否收錢搞事」等，葉寶琳從容否認，並沒有譴責記者，而陳淨心發言的時間比葉寶琳更多，（四）信報原以為是次對談有助主流媒體與陳小姐溝通，可惜訪問中斷，未能如願。

### 包圍及恐嚇穿着印有美國國旗衣服人士
2013年7月6日，陳淨心與多名愛護香港力量的成員，遇見一名穿着印有美國國旗衣服的青年，有成員主動與該名青年發生口角，大罵他是「漢奸走狗」並且包圍該名青年
，有成員更唱蘇聯國歌，隨後該名青年指責他們出手打人，愛港力反指是對方打人，並說要報警處理有網民發起十萬人反對「愛護香港力量」行動，並上載涉事影片證據。

### 被要求禁止入境台灣
香港前途關注組於8月18日，向關注香港民主連線18名台灣立委發表公開信提出多點要求，包括拒絕所有愛護香港力量及香港青年關愛協會有關人士入台簽證及入境。

## 和其他政治人物關係
愛護香港力量未有以其組織名義參與香港選舉，但有部份現任或前任議員被視為和愛護香港力量友好，例如：
- 林悅 - 2012年－2014年間曾為離島區議會東涌北區議員，至2013年12月由於林悅被法庭判處「企圖以欺騙手段取得金錢利益罪名成立」，而被判入獄21個月，於2014年被褫奪議員資格。[14]

## 外部連結

### 官方網站
- 「愛護香港力量」官方網站（页面存档备份，存于）
- 「愛護香港力量」討論區

### 新聞報導
- 星島日報：「愛護香港力量」網民組成（页面存档备份，存于），2011年8月22日。
- 蘋果日報：示威者包圍大叫　記者被搶卡片扯甩背包　反外傭居港遊行　爆粗阻採訪，2011年10月10日。
- 明報：公民黨稱遭抹黑 質疑對手違例，2011年10月11日。
- 蘋果日報：保皇組織聞種票急護主，2011年11月22日

### 網誌評論
- 香港獨立媒體：誰在「愛護香港力量」背後？（页面存档备份，存于），葉蔭聰。